# 桜井清彦
桜井 清彦（さくらい きよひこ、1922年5月16日 - 2010年9月6日）は、日本の考古学者。専攻は比較考古学、特にミイラ研究・日本の北方文化研究。早稲田大学名誉教授。1988年紫綬褒章受章。

## 生涯
東京生まれ。1946年、早稲田大学文学部史学科卒。早稲田大学教授、1993年、定年退任、名誉教授。昭和女子大学教授。西アジアや中国、東南アジアで発掘調査を行なった。1988年、紫綬褒章受章。1994年、勲三等瑞宝章を受章。2010年9月6日、急性心不全のため死去。

## 著書
- アイヌ秘史 1967 (角川新書)
- エジプトを掘る 古代王朝遺跡発掘記 実業之日本社 1977.10

## 共編著
- 館址 東北地方における集落址の研究 江上波夫,関野雄共編著 東京大学出版会 1958
- 世界の大遺跡 2 ナイルの王墓と神殿 講談社 1986.11
- 論争・学説日本の考古学 全6巻別巻1 坂詰秀一共編 雄山閣出版 1986-1989
- 蓬田大館遺跡 青森県蓬田村蓬田大館遺跡発掘調査 早稲田大学文学部考古学研究室報告 菊池徹夫共編 六興出版 1987.10
- アル=フスタート遺跡 エジプト・イスラーム都市 発掘調査1978～1985年 川床睦夫共編 早稲田大学出版部 1992.3
- 近世日越交流史 日本町・陶磁器 菊池誠一共編 柏書房 2002.5

## 翻訳
- 裸族のミイラ / コーリン・シンプソン 二見書房 1962 (秘境シリーズ)

## 記念論集
- 二十一世紀への考古学 / 桜井清彦先生古稀記念会 雄山閣出版, 1993.2